# Lijst van afleveringen van De Legende van Korra
Dit is een lijst van alle afleveringen van de televisieserie De Legende van Korra.

## Afleveringen boek 1: Lucht
| №  | Engelse titel             | Nederlandse Titel            | Beschrijving |
| -- | ------------------------- | ---------------------------- | --- |
| 1  | Welcome to Republic City  | Welkom in Republicasia       | Avatar Korra heeft geleerd om water, aarde en vuur te sturen. Ze wil nu graag aan haar training in luchtsturen beginnen, maar problemen in de stad verstoren haar plannen. |
| 2  | A Leaf in the Wind        | Een blad in de wind          | Korra lost een probleem op tijdens haar training in luchtsturen met meester Tenzin. Daarna gaat ze naar de Stuurders-arena om inspiratie op te doen.                       |
| 3  | The Revelation            | De openbaring                | Korra infiltreert in de Gelijkwaardigenbeweging en komt meer te weten over de mysterieuze leider hiervan. Als Bolin wordt ontvoerd, schieten Mako en Korra te hulp.        |
| 4  | The Voice in the Night    | De stem in de nacht          | Korra wordt gevraagd om samen te werken met Tarrlok, een lid van de Raad, die een manier zoekt om de stad te bevrijden uit de greep van de Gelijkwaardigen.                |
| 5  | The Spirit of Competition | Het heetst van de strijd     | Korra en de Vurige Fretten worden door romantische rivaliteit uit balans gebracht en zoeken vergeving om weer als een team te kunnen samenwerken.                          |
| 6  | And the Winner is...      | En de winnaar is ...         | Korra en de Vurige Fretten bereiden zich voor op het stuurderskampioenschap, maar kan de wedstrijd wel doorgaan als er gevaar dreigt voor de arena?                        |
| 7  | The Aftermath             | Nare gevolgen                | Korra begint te vermoeden dat een van haar bondgenoten voor de Gelijkwaardigen werkt. Tarrlok distantieert zich publiekelijk van Lin en pleit voor haar ontslag.           |
| 8  | When Extremes Meet        | Een ontmoeting van uitersten | Korra neemt het op tegen raadsheer Tarrlok, die streng optreedt in Republicasia als de Gelijkwaardigenbeweging groeit en meer invloed krijgt.                              |
| 9  | Out of the Past           | Uit het verleden             | Korra probeert haar cryptische visioenen te begrijpen. Tenzin en Beifong zoeken de gijzelaars van de Gelijkwaardigen, maar hun plan is gebaseerd op verkeerde informatie.  |
| 10 | Turning the Tides         | Het keren van het tij        | De Gelijkwaardigen voeren een meedogenloze aanval uit op Republicasia. Luchtstuurders verstoppen zich, een kind wordt geboren en oorlogsschepen schieten de stad te hulp.  |
| 11 | Skeletons in the Closet   | Verborgen gebreken           | Terwijl de oorlog verhevigt, ontdekt Korra een geheim over de anti-stuurdersrevolutie. Korra's landgenoten veroveren een bolwerk van de Gelijkwaardigen.                   |
| 12 | Endgame                   | Eindstrijd                   | Korra neemt het op tegen de mysterieuze leider van de Gelijkwaardigen, terwijl de oorlog om Republicasia een kritiek punt bereikt. Heeft ze de kracht om hem te verslaan?  |

## Afleveringen boek 2: Geesten
| №  | Engelse titel             | Nederlandse Titel             | Beschrijving |
| -- | ------------------------- | ----------------------------- | --- |
| 1  | Rebel Spirit              | Een opstandige geest          | Als Korra met haar team het festival van de Zuidelijke Waterstam bijwoont, vecht ze om verbinding te maken met de geestenwereld.                                          |
| 2  | The Southern Lights       | Het zuiderlicht               | Tijdens een trip naar de Zuidpool reizen Korra en Unalaq door een gevaarlijke draaikolk en vinden ze een bron van spirituele energie.                                     |
| 3  | Civil Wars, part 1        | Burgeroorlogen: Deel 1        | Als er spanning ontstaat tussen de Noordelijke Waterstam en de Zuidelijke Waterstam, wil Korra neutraal blijven, maar ze moet Unalaq redden van de zuidelijke strijders.  |
| 4  | Civil Wars, part 2        | Burgeroorlogen: Deel 2        | Als Korra's ouders na een valse beschuldiging worden gearresteerd, moet Korra vechten voor hun vrijheid. Ikki en Tenzin herstellen het contact met hun broers en zussen.  |
| 5  | Peacekeepers              | Vredestichters                | Als de president van de Verenigde Republiek weigert om Korra te helpen, besluit ze het heft in handen te nemen.                                                           |
| 6  | The Sting                 | De valstrik                   | Als de Toekomstcompagnie door de activiteiten van de Triade failliet dreigt te gaan, gaat Mako op onderzoek uit en ontdekt hij een grootschalig complot.                  |
| 7  | Beginnings, part 1        | Oorsprong: Deel 1             | Korra komt achter de indrukwekkende oorsprong van de legendarische eerste Avatar, die 10.000 jaar geleden leefde in een wereld vol armoede en honger.                     |
| 8  | Beginnings, part 2        | Oorsprong: Deel 2             | Korra duikt in het verleden van de Avatar en ontdekt wat ze nodig heeft om het evenwicht tussen de fysieke en spirituele wereld te herstellen.                            |
| 9  | The Guide                 | De gids                       | Korra vraagt Tenzin om hulp als ze voor het eerst toegang probeert te krijgen tot de geestenwereld. Varrick luist Mako erin, die door de politie wordt gearresteerd.      |
| 10 | A New Spiritual Age       | Een nieuw spiritueel tijdperk | Korra gaat de geestenwereld binnen, maar heeft daar moeite met de relatie tussen de Avatar en de geesten.                                                                 |
| 11 | Night of a Thousand Stars | Nacht van duizend sterren     | Als president Raiko wordt aangevallen, brengt Bolin redding. Korra vraagt Varrick om haar te helpen de plannen van Unalaq te dwarsbomen.                                  |
| 12 | Harmonic Convergence      | Harmonische convergentie      | Als Kora en haar team horen dat de zuidelijke rebellen zijn verslagen, proberen ze de geestenportalen te sluiten voor de Harmonische Convergentie.                        |
| 13 | Darkness Falls            | De duisternis valt            | Korra ontdekt een nieuwe wending in het kwaadaardige plan van Unalaq. Tenzin realiseert zich dat hij zijn eigen problemen onder ogen moet zien om zijn dochter te redden. |
| 14 | Light in the dark         | Licht in de duisternis        | Nadat Korra is hersteld van Unalaqs aanval, ontdekt ze hoe ze de laatste duistere geest kan verslaan en de wereld kan redden.                                             |

## Afleveringen boek 3: Veranderingen
| №  | Engelse titel          | Nederlandse Titel              | Beschrijving |
| -- | ---------------------- | ------------------------------ | --- |
| 1  | A Breath of Fresh Air  | Een hap frisse lucht           | Na de Harmonische Convergentie ontdekt Korra dat dit een onverwacht gevolg heeft gehad voor Republicasia: Bumi en anderen kunnen ineens Luchtsturen.                       |
| 2  | Rebirth                | Wedergeboorte                  | Terwijl Korra, Tenzin en Team Avatar nieuwe Luchtstuurders rekruteren en Luchtnatie herstellen, stelt de kwaadaardige crimineel Zaheer zijn eigen gevaarlijke team samen.  |
| 3  | The Earth Queen        | Wedergeboorte                  | Het team gaat naar Ba Sing Se om met de Aardkoningin te onderhandelen over nieuwe Luchtstuurder-rekruten. Mako en Bolin ontmoeten familie die ze nog nooit hebben gezien.  |
| 4  | In Harm's Way          | In de hitte van de strijd      | Wanneer Korra ontdekt dat de Luchtstuurders van Ba Sing Se gevangen zijn genomen door de Aardkoningin, besluit ze dat het team moet blijven om te helpen.                  |
| 5  | The Metal Clan         | De Metaalclan                  | Terwijl Zaheer in Luchttempeleiland infiltreert om de Avatar te vinden, gaan het team en Lin Beifong naar de stad Zaofu om een nieuwe Luchtstuurder te ontmoeten.          |
| 6  | Old Wounds             | Oud zeer                       | Korra is nog in Zaofu en oefent met metaalsturen. Lin Beifong ondergaat acupunctuur om herinneringen terug te halen en te leren omgaan met wrok over haar verleden met Su. |
| 7  | Original Airbenders    | Oorspronkelijke luchtstuurders | Nieuwe Luchtstuurder-rekruten kunnen maar moeilijk wennen aan Tenzins trainingsmethoden, totdat Pema tussenbeide komt met wijs advies over culturele integratie.           |
| 8  | The Terror Within      | De vijand binnenin             | Terwijl Opal bijna uit Zaofu vertrekt voor de Luchtstuurder-training, infiltreren Zaheer en zijn bende de Rode Lotus in de stad en krijgen ze de Avatar te pakken.         |
| 9  | The Stakeout           | Op de uitkijk                  | Het team reist naar het diepe Aardekoninkrijk, waar Bolin en Mako informeren naar Aiweis verblijfplaats en Korra op zoek gaat naar informatie over de Rode Lotus.          |
| 10 | Long Live the Queen    | Lang leve de koningin          | Korra en Asami zijn gestrand in de Si Wong-woestijn. Mako en Bolin moeten in de gevangenis wachten terwijl de Rode Lotus een deal sluit met de Aardkoningin.               |
| 11 | The Ultimatum          | Het ultimatum                  | Ba Sing Se is in rep en roer, terwijl Mako en Bolin in de Si Wong-woestijn zoeken naar Korra en Asami en proberen Tenzin te waarschuwen voor de plannen van de Rode Lotus. |
| 12 | Enter The Void         | Eén met de leegte              | Korra offert zichzelf op om de gevangenen te redden van de Rode Lotus. De nieuwe lavasturingsvaardigheden komen Bolin goed van pas. Zaheer probeert de Avatar te grijpen.  |
| 13 | Venom of The Red Lotus | Het gif van de Rode Lotus      | Er heerst chaos wanneer Korra en het team vechten tegen Zaheer en zijn Rode Lotus. Jinora krijgt een nieuwe functie en komt met een proclamatie over Luchtnatie.           |

## Afleveringen boek 4: Evenwicht
| №  | Engelse titel         | Nederlandse Titel    | Beschrijving |
| -- | --------------------- | -------------------- | --- |
| 1  | After All These Years | Na al die jaren      | Na een reis van zes maanden waarin ze haar ware identiteit heeft verborgen, kan Korra zich weer aansluiten bij Team Avatar in het herrezen Republicasia.                   |
| 2  | Korra Alone           | Korra alleen         | Korra denkt terug aan de ontberingen van de afgelopen jaren terwijl ze herstelt van Zaheers gif. Ze richt zich helemaal op het terugkrijgen van haar sturingsvaardigheden. |
| 3  | The Coronation        | De kroning           | Het leiderschap van de prins wordt in twijfel getrokken. Tenzin beveelt zijn kinderen om naar Korra te zoeken, die in het Mistige Moeras schuilt terwijl ze traint.        |
| 4  | The Calling           | De oproep            | De spanningen lopen hoog op bij Tenzins kinderen die nog steeds zoeken naar Korra. Korra probeert de luchtstuurders te vinden en moet haar verleden onder ogen zien.       |
| 5  | Enemy at the Gates    | Vijand voor de poort | Suyin en de metalen stad vechten om uit handen van Kuvira te blijven. Korra keert terug naar Zaofu om te onderhandelen met het Aarderijk.                                  |
| 6  | The Battle of Zaofu   | De slag om Zaofu     | Korra moet een keuze maken en besluit te doen wat goed is voor Suyin en de metalen stad: een ware test voor haar herstel, training en gemoedstoestand.                     |
| 7  | Reunion               | Reünie               | Terug in Republicasia is de thuiskomst van Korra bitterzoet. Eerst vertelt ze Tenzin over de strijd in Zaofu, daarna ziet ze Asami en Mako weer terug.                     |
| 8  | Remebrances           | Herinneringen        | Het team praat over het verleden om kracht te verzamelen voor toekomstige uitdagingen. Mako herinnert zich zijn eerste ontmoeting met Korra, die aan zichzelf twijfelt.    |
| 9  | Beyond the Wilds      | De wildernis voorbij | Nadat de wortelstokken een groep toeristen hebben gevangen, onderbreken Korra en Opal een bijeenkomst van wereldleiders om de plannen van Kuvira bekend te maken.          |
| 10 | Operation Beifong     | Operatie Beifong     | Opal, Bolin en Lin gaan op een missie om Suyin en haar familie te redden. Korra smeekt de geesten om de stad te helpen verdedigen tegen Kuvira.                            |
| 11 | Kuvira's Gambit       | Kuvira's list        | Kuvira kondigt aan dat ze de Verenigde Republiek der Naties wil terugveroveren voor het Aarderijk. Team Avatar moet Republicasia waarschuwen voor deze acute dreiging.     |
| 12 | Day of the Colossus   | Dag van de gigant    | Na een korte ontsnapping roept Team Avatar de hulp in van Hiroshi Sato om een plan te bedenken om Kuvira's monsterlijke mecha-pak open te krijgen en te vernietigen.       |
| 13 | The Last Stand        | De laatste strijd    | Korra en Team Avatar strijden nog een laatste keer tegen Kuvira om de vrede in de Verenigde Republiek der Naties te herstellen.                                            |